# Вилли Вонка и шоколадная фабрика
О ремейке повести 2005 года см. фильм «Чарли и шоколадная фабрика».
«Вилли Вонка и шоколадная фабрика» (англ. Willy Wonka & the Chocolate Factory) — фильм-сказка режиссёра Мэла Стюарта, первая экранизация сказочной повести Роальда Даля «Чарли и шоколадная фабрика».
Фильм не пользовался успехом в прокате, но получил положительные отзывы критиков и со временем стал хитом на телевидении и по продажам на видео. В 2023 году состоялся выход приквела.

## Сюжет
Вилли Вонка — весёлый, эксцентричный директор шоколадной фабрики приглашает на экскурсию ребят, чтобы испытать их на честность.

## В ролях
| Актёр           | Роль                                 |
| --------------- | ------------------------------------ |
| Джин Уайлдер    | Вилли Вонка                          |
| Питер Oструм    | Чарли Бакет                          |
| Джек Альбертсон | дедушка Джо                          |
| Михаэль Боллнер | Август Глуп                          |
| Джули Доун Коул | Верука Солт                          |
| Денис Никерсон  | Виолетта Бьюргард                    |
| Пэрис Теммен    | Майк Тиви                            |
| Петер Капелль   | жестянщик                            |
| Пэт Кумбс       | Генриетта Солт (в титрах не указана) |

## Критика
Фильм получил в целом положительные отзывы критиков. На агрегаторе рецензий Rotten Tomatoes рейтинг одобрения составляет 91% на основе 56 рецензий со средней оценкой 7,9 из 10. Критический консенсус сайта гласит: «Это странный, но приятный фильм, полный повествовательных отступлений, которые не всегда работают, но выражают уникальность фильма».
Роджер Эберт поставил фильму 4 звезды из 4, назвав его: «лучшим фильмом такого рода со времен „Волшебника страны Оз“».
Джин Сискел поставил 2 звезды из 4, написав: «Предвкушение того, на что будет похожа фабрика Вонки, настолько сильно развито, что ее конечный вид вызывает ужасное разочарование. Конечно, есть шоколадная река, но она слишком похожа на реку Чикаго, чтобы быть привлекательной. Качество цветов неудовлетворительное. Другие предметы на фабрике Вонки — деревья из жевательной резинки и цветы на леденцах — тоже выглядят дешево. Ничто на фабрике не привлекает внимания».

## Награды
- Номинация на премию «Оскар» за лучшую музыку, номинация на «Золотой глобус» за лучшую мужскую роль (Джин Уайлдер)[8].

## Песни в фильме
- Продавец леденцов (англ. The Candy Man)
- Песня Матери (англ. Mother's Song)
- Чистое воображение (англ. Pure Imagination)
- Умпа Лумпа (англ. Oompa Loompa)
- В лодке (англ. In the boat)
- Я хочу (англ. I want)
- У меня есть золотой билет (англ. I've got a golden ticket)